# Jan Sztorc
Jan Sztorc, též Jan Storc, byl rakouský politik polské národnosti z Haliče, během revolučního roku 1848 poslanec Říšského sněmu.

## Biografie
Roku 1849 se uvádí jako Johann Storc, hospodář v obci Łęki Dolne.
Během revolučního roku 1848 se zapojil do veřejného dění. Ve volbách roku 1848 byl zvolen i na ústavodárný Říšský sněm. Zastupoval volební obvod Pilzno. Tehdy se uváděl coby hospodář. Náležel ke sněmovní pravici.
Patřil mezi polské rolnické poslance.